# 왕숙 환공
왕숙 환공(王叔桓公, ? ~ ?)은 춘추 시대 주나라의 왕족, 경사(卿士)이다. 

## 생애
기원전 624년, 왕숙 문공이 죽자 뒤를 이었다. 그해 겨울에 진나라가 강(江)나라의 일을 주나라에 고하였고, 이에 왕숙 환공과 진나라 양처보(陽處父)가 초나라를 토벌하여 강나라를 구원하고자 했다. 방성산궐(方城山闕)을 공격하다가 식(息)나라 공자 주(朱)를 만나 돌아왔다. 
기원전 602년, 정나라 공자 송(宋)이 정 목공을 도와 진나라와 흑양(黑壤)에서 회맹하였는데, 왕숙 환공이 감독에 임하여 진나라와 화목하지 않은 제후들을 토벌할 것을 꾀하였다. 일설에는 왕숙 환공이 곧 왕손 소라고 한다.